# Arkadiusz Rybicki
Arkadiusz Czesław Rybicki (12. januar 1953 – 10. april 2010) var en polsk politiker.
Han blev valgt ind i Sejmen den 25. september 25 2005 med 9.466 stemmer i Gdańsk, som kandidat for Borgerplatformen.
Han omkom under et flystyrt den 10. april 2010, sammen med bl.a. Polens præsident Lech Kaczyński.